# 莫妮卡·索科
莫妮卡·索奇科（波蘭語：Monika Soćko，1978年3月24日—），波兰女子国际象棋棋手、特级大师。
索奇科是六次波兰国际象棋女子全国冠军（1995年、2004年、2008年、2010年、2013年、2014年）。她于2008年晋升为国际象棋特级大师，成为了波兰第一位、也是至今为止唯一一位获得该称号的波兰女棋手。
索奇科的丈夫是波兰国际象棋特级大师巴尔托什·索奇科。